# Scharnitz
Scharnitz är en ort och kommun i distriktet Innsbruck-Land i förbundslandet Tyrolen i Österrike. Kommunen har 1 445 invånare (2024). Den ligger 17 km norr om Tyrolens huvudstad Innsbruck och är den näst största kommunen i Innsbruck-Land till ytan. I norr gränsar kommunen till Mittenwald i Tyskland. 